# Grande-gueule ocellée
Chionodraco rastrospinosus
Espèce
La Grande-gueule ocellée (Chionodraco rastrospinosus) est une espèce de poissons de la famille des Channichthyidae. L'animal vit dans les eaux froides de l'Antarctique, jusqu'à une profondeur de 1 000 m. Il a la particularité d'avoir le sang transparent, dépourvu d'hémoglobine.
Il peut mesurer jusqu'à 52 cm mais sa taille habituelle est d'environ 30 cm. Les adultes se nourrissent de krill et d'autres poissons. Les larves mesurent 17 mm de long quand elles éclosent et croissent d'environ 2 mm par semaine. Son stade larvaire dure jusqu'à 18 mois au cours desquels il se nourrit principalement de krill. Il atteint sa maturité sexuelle à quatre ans et vit normalement jusqu'à environ huit ans, voire douze ans. En automne, les adultes migrent vers les eaux peu profondes pour frayer à une profondeur de 200 à 300 m. Les œufs sont dispersés et éclosent six mois plus tard autour du mois d'avril.

## Systématique
L'espèce Chionodraco rastrospinosus a été décrite en 1979 par les ichtyologistes Hugh H. DeWitt (d) et Jean-Claude Hureau (d).

## Description
Au contact du dioxygène, le sang normal des autres espèces doit sa couleur rouge à l’hémoglobine. Contrairement aux autres vertébrés, les poissons de la famille des « poissons des glaces » (Channichthyidae) n'ont pas d'hémoglobine pour transporter l'oxygène dans leur corps : ils utilisent directement la faible quantité d'oxygène qui se dissout dans le plasma sanguin. En 2011, après la dissection d'un spécimen, Sea Tokyo Park Life a affirmé que la Grande-gueule ocellée a du sang totalement transparent « comme de l'eau claire ». En 1954, Ruud a noté que la Grande-gueule antarctique (Chaenocephalus aceratus), un autre membre de cette famille, avait du sang presque transparent, contrairement au sang jaunâtre des autres membres. C. aceratus et C. rastrospinosus ne parviennent pas à exprimer la protéine α-globine α1, en raison de la même troncature du gène et ont entièrement perdu le gène β-globine. Zhao et al. suggèrent que leur ancêtre commun a perdu l'expression des deux gènes dans une seule mutation. Les poissons d'Antarctique ont également très peu de globules rouges. Les scientifiques pensent qu'ils bénéficient d'une perte de dépendance à l'hémoglobine des érythrocytes pour le transport de l'oxygène grâce à un sang moins visqueux, donc plus facilement pompé. Ils compensent cette perte avec des taux métaboliques plus faibles, des branchies plus développés et une peau sans écailles qui peut contribuer à l'échange de gaz, ainsi que de plus larges capillaires qui augmentent de manière significative le volume de sang et le débit cardiaque.

## Étymologie
Son épithète spécifique, du latin rastrum, « hoyau, bêche, râteau », et spinosus, « épineux », fait référence à ses branchiospines épineuses, un caractère inhabituel chez un poisson des glaces.

## Publication originale
- (en) H. H. DeWitt et J-C. Hureau, « Fishes collected during "Hero" Cruise 72-2 in the Palmer Archipelago, Antarctica, with the description of two new genera and three new species », Bulletin du Muséum national d'histoire naturelle. Section A, Zoologie, biologie et écologie animales, Paris, Muséum national d'histoire naturelle, vol. 1, no 3,‎ 1979, p. 775-820 (ISSN 0181-0626 et 3038-9895, OCLC 436447503, BNF 34354410, lire en ligne).